# Siphocampylus brevicalyx
Siphocampylus brevicalyx är en klockväxtart som beskrevs av Franz Elfried Wimmer. Siphocampylus brevicalyx ingår i släktet Siphocampylus och familjen klockväxter.
Artens utbredningsområde är Ecuador. Inga underarter finns listade i Catalogue of Life.